# Kamen'-na-Obi
Kamen'-na-Obi (in russo Kamen sull'Ob') è una città della Russia siberiana sudoccidentale (Territorio dell'Altaj); è il capoluogo del rajon Kamenskij. 
È situata nella parte occidentale della steppa di Kulunda, sulle sponde dell'alto corso del fiume Ob' all'estremità meridionale del bacino artificiale di Novosibirsk, 208 chilometri a nordovest di Barnaul.
Le origini della città risalgono al 1751, quando venne fondato un piccolo villaggio agricolo con il nome di Kamen', a cui nel 1925 venne concesso lo status di città. Nel 1933 la città venne ribattezzata con il nome attuale in riferimento alla sua posizione geografica sul fiume Ob'.

## Società

### Evoluzione demografica
La popolazione cittadina ha visto un costante ma non eccessivo aumento fino agli anni '80, seguiti da una certa stabilizzazione; la città non ha visto i crolli di popolazione che hanno caratterizzato molti altri centri urbani russi nel periodo post-sovietico.
- 1926: 22.900
- 1959: 30.100
- 1970: 35.600
- 1979: 40.000
- 1992: 43.300
- 2000: 43.200
- 2008: 44.600